# Frost-Schneckling
Der Frost- oder Gelbblättrige Schneckling (Hygrophorus hypothejus) ist ein Ständerpilz aus der Familie der Schnecklingsverwandten (Hygrophoraceae). Er fruktifiziert spät im Jahr nach den ersten Nachtfrösten.

## Merkmale

### Makroskopische Merkmale
Der 1–5 cm breite Hut ist hell oder dunkel olivbraun und zeigt oft gelbliche Beitöne. Ältere Fruchtkörper sind oft überwiegend gelblich, da sie durch Witterungseinflüsse die oberste, bräunliche Schicht verlieren. Junge Exemplare haben einen charakteristischen Buckel. Die Lamellen laufen am Stiel kurz herab und sind anfangs weiß, werden dann aber gelblich. Sie stehen entfernt voneinander und sind dicklich. Der Stiel ist gegen die Basis oft verjüngt. Er ist gelblich, manchmal orangerot gefärbt und besitzt eine unterschiedlich dicke Schleimauflage. Im oberen Teil ist bei jungen Exemplaren eine schleimige Rinzone angedeutet, darüber befindet sich kein Schleim. Das Fleisch ist weich und gelblich. Es kann leicht obstartig oder süßlich riechen und schmeckt mild. Das Sporenpulver ist weiß und lässt sich nicht mit Iodlösung anfärben.

### Mikroskopische Merkmale
Die Sporen messen 7–9 × 4–5 Mikrometer.

## Artabgrenzung
Der Frost-Schneckling ist einer der wenigen Pilze, die erst spät im Jahr nach den ersten Nachtfrösten fruktifizieren. Deshalb und wegen der gelblichen Farben besteht nur eine geringe Verwechslungsgefahr mit anderen Arten. Eine gewisse Ähnlichkeit haben der Lärchen-Schneckling (H. lucorum) inklusive der Varietät speciosus sowie der lebhaft orangehütigen Varietät aureus. Sie leben aber mit Lärchen zusammen und besiedeln vorwiegend Gebirgslagen.

## Ökologie und Phänologie
Zu finden ist er nur im Wurzelbereich von Kiefern. Er bildet nur relativ kleine Fruchtkörper aus. Da er aber oft in Massen auftritt, kann er ergiebig gesammelt werden. Man findet die Fruchtkörper von Oktober bis Dezember.

## Bedeutung
Der Frostschneckling ist ein beliebter Speisepilz mit kräftigem Aroma.